# Тамкін Халілзаде
Тамкін Шаїг огли Халілзаде (азерб. Xəlilzadə Təmkin Şaiq oğlu, нар. 6 серпня 1993, Баку, Азербайджан) — азербайджанський футболіст, фланговий півзахисник клуб «Зіря» та національної збірної Азербайджану.

## Клубна кар'єра
Тамкін Халілзаде народився у Баку. Професійну кар'єру починав у клубі «Карабах». З 2013 року є гравцем першої команди. Але в основі Тамкін провів лише чотири матчі, відігравши наступний сезон в оренді у клубі АЗАЛ. По закінченню терміну оренди влітку 2015 року Халілзаде перейшов до клубу «Зіря», у якому провів два сезони. 
2018 рік футболіст провів у складі «Габали», а з січня 2019 року став гравцем «Сабаху». Влітку 2021 року на правах вільного агента Халілзаде повернувся до клубу «Зіря».

## Збірна
У 2017 році у матчі відбору до чемпіонату світу 2018 року проти команди Сан-Марино Тамкін Халілзаде дебютував у національній збірній Азербайджану.

## Досягнення
Карабах
 Чемпіон Азербайджану: 2013/14